# 安德留斯·库比柳斯
安德留斯·库比柳斯（1956年12月8日—），立陶宛政治人物，1999年－2000年和2008年－2012年两次担任立陶宛总理。他曾經是保守政党祖國聯盟－立陶宛基督教民主黨的领袖。

## 經歷
库比柳斯出生在维尔纽斯。在维尔纽斯第22中学毕业后，库比留斯进入维尔纽斯大学物理学院学习，直到1979年毕业。1981年到1984年在维尔纽斯大学继续他的研究生和学术生涯。
库比柳斯成为了萨尤迪斯独立运动成员，他们主张立陶宛从苏联分离独立，后来库比柳斯成为了萨尤迪斯委员会执行秘书。不久之后立陶宛独立，库比柳斯当选为国会议员，此后一直活跃在立陶宛政坛。1993年加入祖國聯盟－立陶宛基督教民主黨。 2003年出任祖国联盟领袖。
2008年10月28日库比柳斯带领祖国联盟参加议会选举，击败了立陶宛社会民主党，赢得大选，库比柳斯被提名为总理。2008年11月27日库比柳斯获得议会中89票赞成、27票反对、16票弃权通过议会任命。2012年大选后，任期结束下台。
库比留斯说立陶宛语、俄语和英语。

## 家庭
库比留斯的妻子罗莎是一个立陶宛国家交响乐团的小提琴家，夫妇有两个儿子。